# Aleadryas rufinucha
El silbador nuquirrufo (Aleadryas rufinucha) es una especie de ave paseriforme de la familia Oreoicidae endémica de Nueva Guinea. Es la única especie del género Aleadryas. Anteriormente se clasificaba en la familia Pachycephalidae

## Descripción
Mide alrededor de 17 cm de largo. Sus partes superiores y flancos son de tonos verde oliváceos y las inferiores blanquecinas. Su cabeza es en su mayor parte grisácea, con el píleo y nuca de color pardo rojizo, la frente y barbilla blancas y la garganta amarilla. Su pico negruzco es robusto y con la mandíbula superior ligeramente curvada hacia abajo, y sus patas son pardas.

## Distribución
Se encuentra en las selvas de montaña de la isla de Nueva Guinea.